# Garner (Arkansas)
Garner é uma cidade  localizada no estado americano de Arkansas, no Condado de White.

## Demografia
Segundo o censo americano de 2000, a sua população era de 284 habitantes.
Em 2006, foi estimada uma população de 302, um aumento de 18 (6.3%).

## Geografia
De acordo com o United States Census Bureau, a localidade tem uma área de 1,8 km², dos quais 1,7 km² cobertos por terra e 0,1 km² cobertos por água. Garner localiza-se a aproximadamente 122 m acima do nível do mar.

## Localidades na vizinhança
O diagrama seguinte representa as localidades num raio de 16 km ao redor de Garner.